# Ben Proffitt

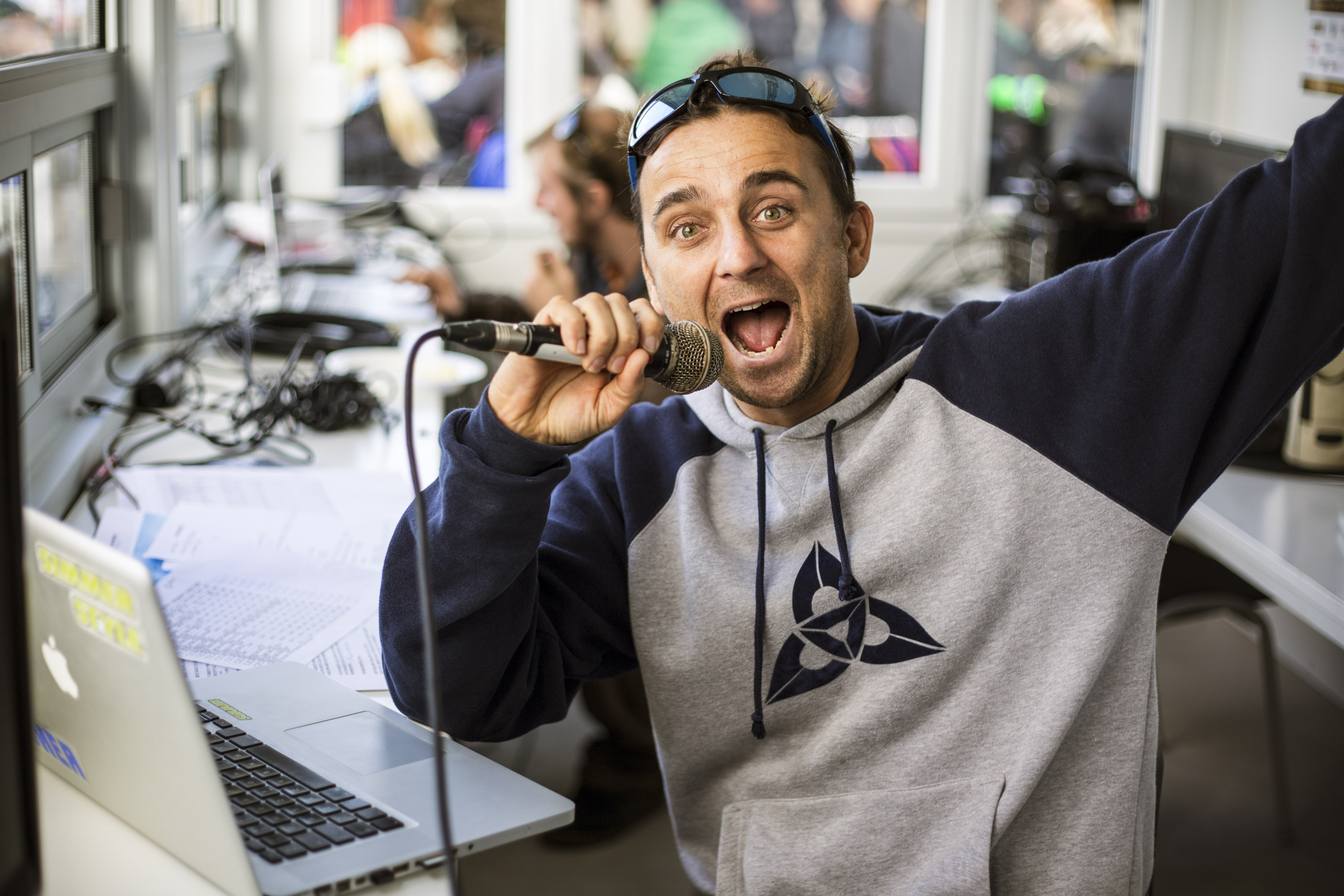
Ben Proffitt als Kommentator beim Windsurf World Cup Sylt, 2013

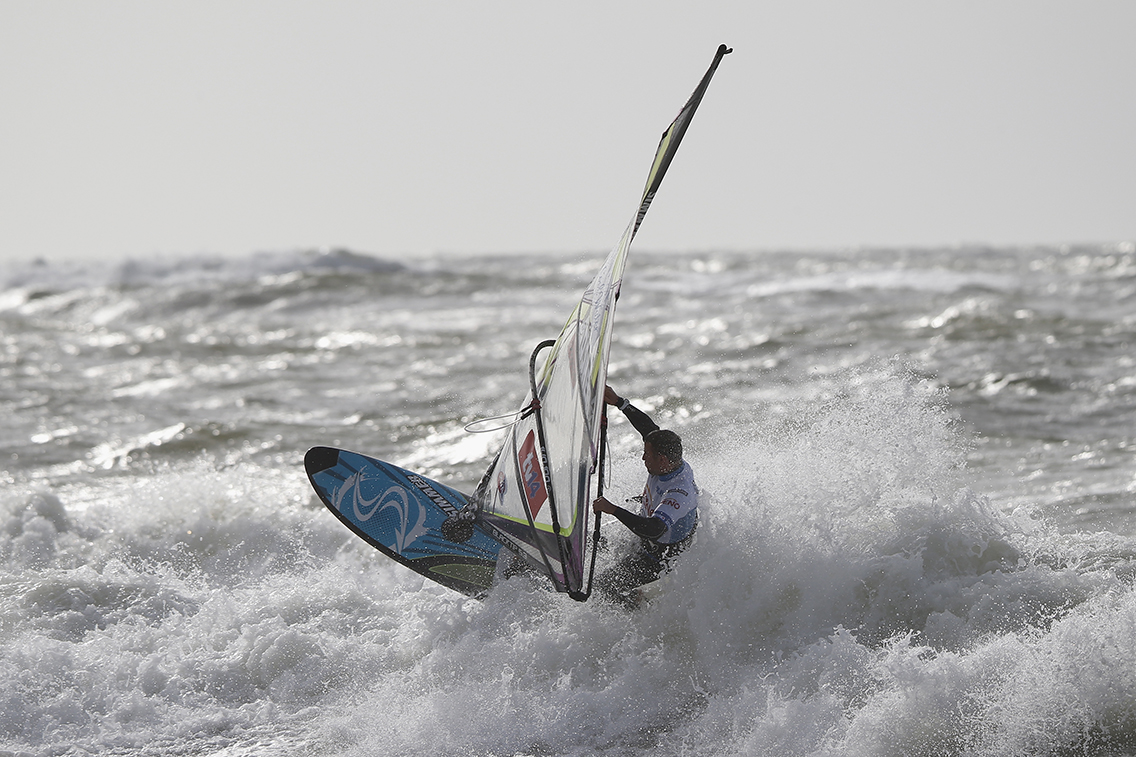
Proffitt als Wettbewerbsteilnehmer beim Windsurf World Cup Sylt, 2014

Ben Proffitt (* 20. Januar 1978 in Shrewsbury) ist ein britischer Windsurfer.
Proffitt machte seine ersten Versuche im Windsurfen mit 10 Jahren in Cornwall. 1992 wurde er „National Champion“ der unter 15-Jährigen und konnte 1994 die Bronzemedaille bei den „Aloha World Championships“ gewinnen. Mit 22 Jahren stand er seinen ersten „Forward Loop“. 2006, 2010 und 2011 wurde er britischer Meister in der Disziplin Wave. Er nimmt an der PWA-Tour mit der Segelnummer K-800 teil.
Seit März 2011 ist er regelmäßiger Kommentator der Live-Übertragungen des Windsurf World Cups und zudem für seine Video-Serie „Training Diaries“ bekannt, die seit 2012 einen Blick auf die Tage vor einem PWA-Event werfen. Im Juni 2016 startete er die Website windsurfing.tv mit der Idee, alles was rund um das professionelle Windsurfen passiert, an einem Platz zu sammeln.
2024 konnte Proffitt die Wettbewerbe der PWA in der Alterskategorie Master (ab 45) in Pozo Izquierdo und El Medano gewinnen.